# どーもデス!
『どーもデス!』は、1989年10月8日から1990年4月29日まで一部テレビ朝日系列局で放送されていたテレビ朝日製作のバラエティ番組である。放送時間は毎週日曜 12:00 - 12:45 （日本標準時）。

## 出演者
- 内村光良（ウッチャンナンチャン）
- 南原清隆（ウッチャンナンチャン）
- 西田ひかる
- BABY'S
- 高橋ひとみ

## コーナー
クイズ!社交辞令を許さない!
街頭インタビューで「もし○○の時、あなたは何と言いますか?」（例：もし同窓会で相手の名前が思い出せなかった時に、あなたは何と言いますか?等）というアンケートを取り、少数意見を当てる。出題前にヒントとして、ベスト3、その他の少数意見も発表される｡
朗読イントロドン
出題者の内村と高橋が伊達眼鏡をかけ、交代でヒット曲の歌詞を歌わずに読んでその曲が何かを早押しで当てる。（方式は｢宝探しアドベンチャー 謎解きバトルTORE!｣の｢歌詞朗読クイズ｣と全く同じ｡）初期の得点は1問につき1点だったが、途中から10点になった。クイズの中盤辺りで必ずゲストの持ち歌が出題された。
他多数。

## 備考
系列局の朝日放送はこの時間帯にローカル番組の『食卓の大冒険 美味でバビデブー』（1989年12月まで）→『食卓の大冒険』（1990年1月以降）を放送していた。
| テレビ朝日系列 日曜12:00枠                      | テレビ朝日系列 日曜12:00枠                    | テレビ朝日系列 日曜12:00枠                            |
| 前番組                                          | 番組名                                        | 次番組                                                |
| ----------------------------------------------- | --------------------------------------------- | ----------------------------------------------------- |
| ふるさと宅配便 （1989年7月9日 - 1989年10月1日） | どーもデス! （1989年10月8日 - 1990年4月29日） | 所さんの家族まるだし （1990年5月6日 - 1990年9月30日） |

| スタブアイコン | サブスタブ | この項目は、まだ閲覧者の調べものの参照としては役立たない、テレビ番組に関連した書きかけの項目です。この項目を加筆・訂正などしてくださる協力者を求めています（P:テレビ/PJ:放送または配信の番組）。 |